# Малакка (штат)
Мала́кка (малай. Melaka, ملاك; кит.: 马六甲) (Код : MK) — один із штатів Малайзії на півдні Малайського півострова. Столиця — місто Малакка. Штат розташований на березі Малаккської протоки.
Хоча Малакка була центром першого султанату в Малайзії, зараз там султана немає, і управління здійснює губернатор.

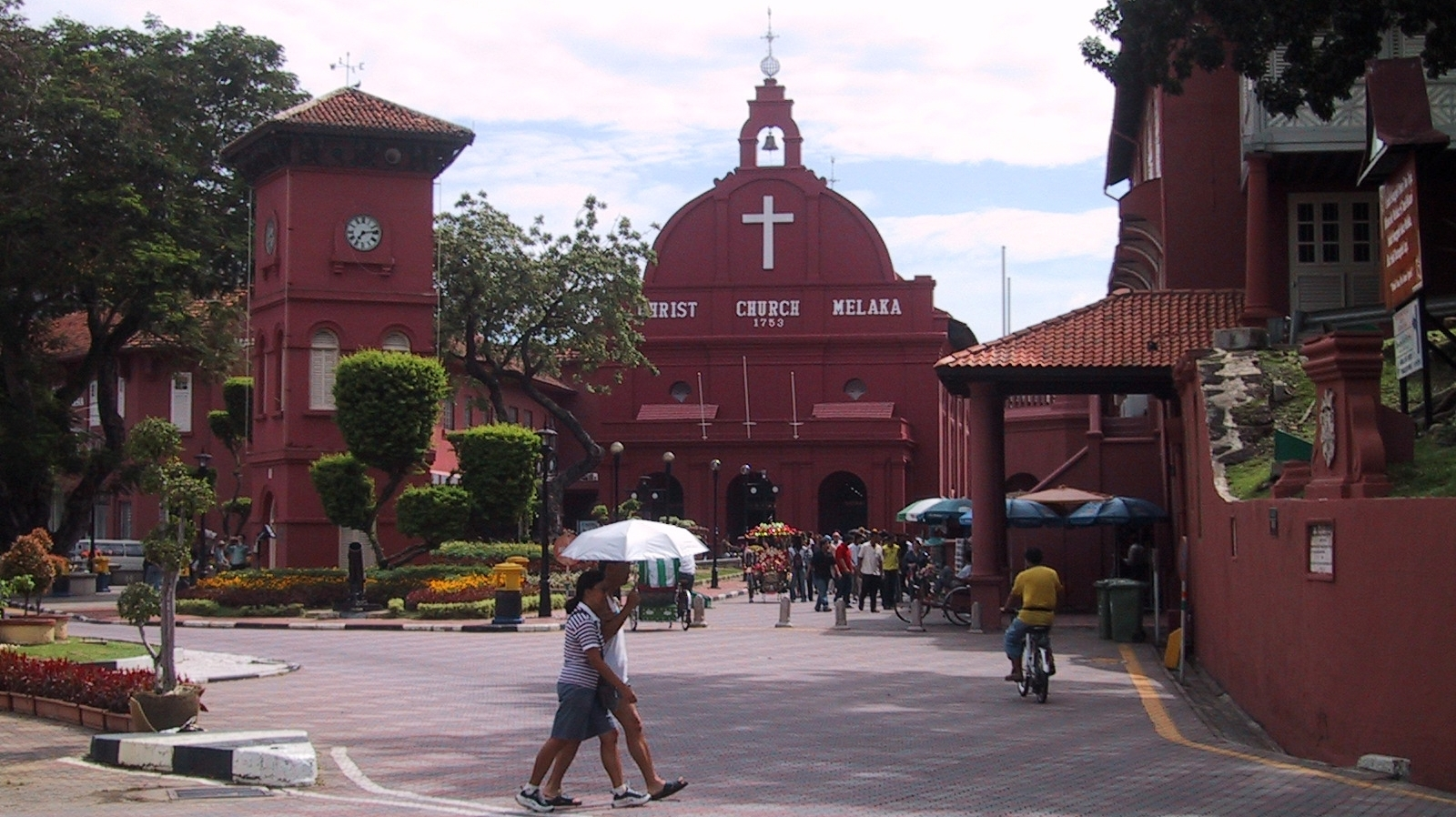
Собор в Малацці

## Населення
Населення становить 648,000 (2001).
З них:
- Малайці: 50 %;
- Китайці: 40 %;
- Індійці;
- Інші народи, європейські і малайські меншини.

## Історія
Мелакку заснував принц Парамешвара держави Шривіджая, який залишив острів Суматра в 1396 через ворожнечу з імперією Меджепегіт. Згідно з легендою, принц відпочивав на полюванні під деревом, і побачив лань, на яку напав собака. Лань, захищаючи себя, зіштовхнула собаку в річку. Сприйнявши це як сприятливий знак, принц вирішив обрати це місце для центру майбутньої імперії, і назвав «Мелака» як назвалося дерево.
В 1414 Парамешвара прийняв іслам і змінив своє ім'я на «Султан Іскандар Шах». Місто з рибацького села перетворилося в торговий порт на перетині шляхів між Явою, Індією, арабами і Китаєм. Багато китайців, вважаючи Малакку сприятливим місцем, влаштовували тут свої поселення. В 1446 в Малакку вторглися сіамські завойовники, але їх напад було відбито. Для захисту від атак Сіаму Малакка підписала союз з Китаєм.
Китайський мандрівник Чжен Хе використовував Малакку як початковий пункт своїх подорожей.
В результаті культурного обміну виникла китайско-малайська цивілізація Перанкан, яка надалі поширювалася півостровом.
(Додатково див. Історія Малайзії)

### Колонізація

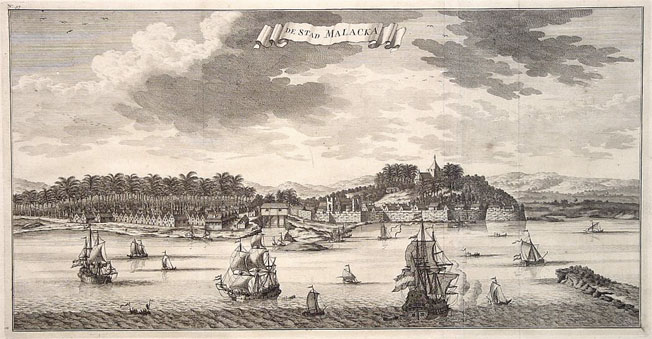
Стара карта Малакки

В серпні 1511 року в результаті довгого штурму Малакка була захоплена португальським флотом на чолі з губернаторм Португальської Індії, Афонсу де Албукеркі, і місто перетворилося в опорний пункт португальської експансії в Ост-Індії.
Султан Махмуд-шах втік із султанату, і надалі постійно атакував Малакку з моря і з суші. В 1526 великий португальський флот розгромив базу султана, султану вдалося втекти на Суматру, де він помер через два роки.
Місіонер Франциск Ксав'єр провів в Малацці декілька місяців в 1545, 1546 та 1549.
У 1641 голландці, за підтримки султана Джохору перемогли португальців і зайняли Малакку.
Голландці управляли Малаккою з 1641 по 1795, але вони не цікавилися розвитком торгівлі в Малацці, а концентрували усі зусилля на Батавію (зараз Джакарта) в Індонезії, яка була їх адміністративним центром.
У 1824 Малакка була зайнята англійцями в результаті угоди з голландцями в обмін на район Бенкоелен на Суматрі. З 1826 по 1946 Малакка управлялась Британською Ост-Індською компанією як колонія. Після ліквідації королівської колонії Малакка і Пінанг увійшли до Малайського Союзу, а потім у Малайзію.

## Економіка
У 2012 році відкрито термінал для зрідженого природного газу.